# Елачич, Алексей Кириллович
Алексей Кириллович Елачич (серб. Алексеј Кириловић Јелачић; 18 (30) января 1892, Киев — 24 октября 1941, Белград) — сербский историк, публицист и журналист сербско-русского происхождения.

## Биография
Родился в Киеве 18 (30) января 1892 года. Происходил из потомственных дворян Казанской губернии. Сын Кирилла Николаевича Елачича (1869—1895) и жены его Людмилы Константиновны, урождённой Помазанской (1870—1935). Двоюродный племянник композитора Игоря Стравинского, с которым поддерживал связь в эмиграции.
Окончил Киевскую 1-ю гимназию с золотой медалью (1909) и историко-филологический факультет Санкт-Петербургского университета (1914). Был оставлен при университете на кафедре истории.
Женился на дочери подполковника Марии Александровне Карпицкой (1886—?). Венчание состоялось в церкви Апп. Петра и Павла при Санкт-Петербургском университете 2 апреля 1912 года; поручители по женихе: генерал-майор Михаил Иванович Коцаревский, студент Горного института Николай Александрович Ких и студент историко-филологического факультета Санкт-Петербургского университета Михаил Александрович Георгиевский, а по невесте: статский советник Николай Александрович Елачич, студент историко-филологического факультета Императорского С.-Петербургского университета Гавриил Александрович Елачич и артист Русской оперы Гурий Фёдорович Стравинский.
Был землевладельцем Проскуровского уезда Подольской губернии (1003 десятины при селе Ходаковцы).
В 1917 году перешёл в Киевский университет, где в 1918 году успел получить степень магистра за диссертацию «Самодержавие и народ в России XVIII века». С 1919 года преподавал в Каменце-Подольском.
В 1920 году эмигрировал в Югославию. Работал учителем средней школы в Скопье (1920–1924), Плевле и Приштине (1924–1925). В 1925 году он получил степень доктора философии Люблянского университета за работу «Сељачки покрет у Хрватској и Славонији године 1848-1849» («Крестьянское движение в Хорватии и Славонии в 1848-1849 годах»).
С 1925 года — профессор университета в Скопье; преподавал историю России и западнославянскую историю на философском факультете; также преподавал в средней школе Скопье. В 1932 году преподавал в Крушеваце, затем вернулся в Скопье.
После начала войны в 1941 году преподавал в Лесковацкой гимназии.
Автор исследований на исторические и литературные темы (о протопопе Аввакуме, о Достоевском, об истории России, о русской революции, об истории Чехословакии, Польши и др.). Преподавал на философском факультете в Скопье до 1941 года.
Скончался в Белграде 24 октября 1941 года. Похоронен на русском кладбище.

## Работы
- Русская революция и её происхождение. — Загреб, 1925. 194 с. (на сербском языке)
- История России. — Белград, 1929. 300 с. (на сербском языке).
- Чехословацкая история (недоступная ссылка). — Белград, 1930. 143 с. (на сербском языке).
- На прелому. — Скоплье, 1933. 80 с. (на сербском языке).
- История Польши. — Скоплье, 1933. 112 с. (на сербском языке).
- Русская социальная мысль XIX века. — Белград, 1934. 100 с. (на сербском языке).
- Современная Чехословакия. — Скоплье, 1938. 119 с. (на сербском языке).
- Россия и Балканы. — Белград, 1940. 120 с. (на сербском языке).